# Bulgaria en los Juegos Olímpicos de Albertville 1992
Bulgaria estuvo representada en los Juegos Olímpicos de Albertville 1992 por un total de 30 deportistas que compitieron en 7 deportes.  
La portadora de la bandera en la ceremonia de apertura fue la biatleta Iva Karaguiozova-Shkodreva. El equipo olímpico búlgaro no obtuvo ninguna medalla en estos Juegos.